# Милёхин, Юрий Михайлович
Ю́рий Миха́йлович Милёхин (род. 27 мая 1947 года, Тамбов) — советский и российский учёный-химик, организатор науки и производства, действительный член РАН (2016) и РАРАН, Российской академии космонавтики имени К. Э. Циолковского. Лауреат Государственной премии СССР (1985), Государственной премии РФ (1999) и премии имени В. Н. Ипатьева РАН. Герой Труда Российской Федерации (2023).

## Биография
Родился 27 мая 1947 года в Тамбове.
В 1970 году с отличием окончил Томский государственный университет, дипломная работа была посвящена горению твёрдых ракетных топлив.
После университета получил распределение в ФЦДТ «Союз» (город Дзержинский, Московская область), где продолжил начатые в университете исследования под руководством Бориса Петровича Жукова, членов-корреспондентов Академии наук СССР Николая Алексеевича Кривошеева и Вадима Владимировича Венгерского, и прошёл путь от инженера до генерального директора (с 1996 года).
В 1987 году — защитил кандидатскую, в 2000 году — докторскую диссертацию, а 2001 году — присвоено учёное звание профессора.
В 2008 году избран членом-корреспондентом РАН от Отделения химии и наук о материалах.

### Научная деятельность
Выполнил НИР в области баллистики и теории проектирования ракетных систем, газотермодинамики твердотопливных энергетических установок, физики горения и взрыва энергоемких материалов, химии и промышленной технологии твёрдых ракетных топлив.
Сформулирована и реализована концепция ресурсосберегающей разработки топлив для зарядов маршевых и специальных многорежимных двигательных установок межконтинентальных баллистических ракет.
При его участи создан ряд твёрдых ракетных топлив, сданы в эксплуатацию в составе комплексов высокоэффективные изделия спецхимии для систем ракетного вооружения и космических систем. Среди них ракетные комплексы «Молодец», 3М65, «Курьер», «Тополь», «Тополь-М», «Искандер-Э», «Хризантема», «Циркон», космические корабли «Союз-ТМ» и «Союз-ТМА», ракеты-носители «Космос», «Циклон», «Старт».
Под его руководством разработаны новое поколение высокоэнергетических твёрдых ракетных топлив, прогрессивные технические решения по зарядам для двигателей нового перспективного ракетного комплекса стратегического назначения, а также технологические процессы их промышленного производства, которые успешно внедрены на заводах отрасли.
Руководитель разработки и реализации технологического направления «Технологии спецхимии и энергонасыщенных материалов» Федеральной целевой программы «Национальная технологическая база», концепции и программы технологий двойного назначения в области спецхимии.
В рамках конверсии разработаны и созданы производства широкого спектра наукоёмкой гражданской продукции конкурентоспособной на мировом рынке, в том числе специальных керамических материалов и оборудования для ремонта высокотемпературных футеровок производственных печей, синтетических алмазов и инструмента на их основе, средств аэрозольного пожаротушения и взрывоподавления для всех отраслей промышленности, лекарственных нитропрепаратов сердечно-сосудистого действия и др.
Под его руководством выполнено более 350 НИОКР, опубликовано 5 монографий, 153 статьи. Имеет 65 изобретений, в том числе 45 российских и международных патентов на изобретения.

### Общественная деятельность
Руководитель крупной научной школы. Его ученики — доктора и кандидаты наук, лауреаты высших премий страны в области науки и техники.
Руководитель филиала кафедры высокомолекулярных соединений Инженерного химико-технологического факультета РХТУ имени Д. И. Менделеева.
- Член Совета по присуждению премий Правительства РФ в области науки и техники
- Заместитель председателя Научного совета РАН по разработке и применению энергетических конденсированных систем
- член Экспертного совета по научному сопровождению ФЦП «Национальная технологическая база»
- председатель и член ряда диссертационных, научных, координационных, межведомственных советов, редколлегий научных журналов, руководитель научной школы в области спецхимии.

## Награды
- Премия Ленинского комсомола (1980) — за разработку методов и средств измерений для комплексного изучения процессов горения твёрдых ракетных топлив
- Государственная премия СССР (1985) — за фундаментальные теоретические и экспериментальные исследования процессов в различных системах ракетно-космической, военно-морской, авиационной техники и народном хозяйстве
- Орден Почёта (1997)
- Премия Миноборонпрома РФ (1997)
- Государственная премия России (1999) — за разработку и внедрение технологий двойного назначения
- Премия Правительства Российской Федерации в области науки и техники (2004) — за создание научных основ и решение проблемы утилизации снимаемых с вооружения порохов и твёрдых ракетных топлив
- Премия имени В. Н. Ипатьева (2006) — за цикл работ «Разработка научных основ и реализация новых технологий создания энергетических конденсированных систем для перспективного ракетного вооружения и конкурентоспособной гражданской продукции»
- Орден «За заслуги перед Отечеством» IV степени (2007)
- Национальная телевизионная премия «Победа»
- Герой Труда Российской Федерации (1 мая 2023) — за особые трудовые заслуги перед государством и народом[2]